# علي محمد زكي
علي محمد زكي بروفيسور مصري، متخصص في علم الفيروسات كان يعمل في مستشفى الدكتور سليمان الفقيه في جدة،  عندما ساهم في اكتشاف فيروس كورونا الشرق الأوسط بالتعاون مع عالم الجراثيم المشهور الدكتور الهولندي رون فيوشيه خلال عمله في أحد المستشفيات السعودية الخاصة في جده.

## اكتشاف فيروس كورونا الشرق الأوسط
في يونيو/حزيران 2012، كان الطبيب المصري علي محمد زكي يعمل في مستشفى الدكتور سليمان فقيه الخاص في جدة، السعودية، ونجح في عزل فيروس من رجل توفي في أعقاب ضيق حاد في التنفس وفشل كلوي ولكنه عجز عن تحديد سبب الوفاة ونوع الفيروس. اتصل بالسلطات محاولا إقناعها بضرورة التنبة وعدم ترك الأمر، ولكنه أيضا اتصل بعالم جراثيم معروف هو الدكتور رون فيوشيه الذي يشرف على مختبر علمي في هولندا الذي اشتهر في العالم باكتشافه فيروس إنفلونزا الطيور (بالإنجليزية: H1N1)‏ .
أكّد فوشيه لزكي أنّ الأمر يتعلق بسلالة قديمة غير معروفة من فيروس «كورونا»، انحدرت على ما يبدو من الخفافيش، قائلا إنّ العينة كانت إيجابية المصل.
وفي 20 سبتمبر/أيلول، نشر زكي ما خلص إليه على الشبكة الأوروبية ProMED-maid .

## الخلاف مع وزارة الصحة السعودية
بعد نشر الدكتور محمد زكي لبحثه، باتت هيئات عديدة بالإضافة إلى دول ومؤسسات ومختبرات تطلب عينات من الفيروس من مختبر فوشيه.
لكن فوشيه كان يطلب من الجميع التوقيع على اتفاق يعرف باسم EMC «يحفظ حق مختبره.» كما اندلعت معركة مدارها من هو صاحب الملكية الفكرية، ومازالت تلك المعركة دائرة إلى الآن.
في الأثناء، عبرت المملكة العربية السعودية عن غضبها لتصرف البروفيسور زكي، معتبرة أنه أبقى على سلطاتها «في الظلام» من دون أن يبلغها بحقيقة الفيروس.
لكن زكي قال إنه تصرف وفق المعمول به ولم يتجاوز سلطاته إنه أرسل عينة من الفيروس وتوصيفا له إلى وزارة الصحة السعودية في 18 يونيو/حزيران، وفشلت السلطات في تحديد ماهيته وأضاف أن التحاليل على أساس أن الفيروس ربما يكون فيروس انفلونزا الخنازير جاءت سلبية.
غير أنّ وكيل وزارة الصحة السعودي زياد مميش قال لوكالة الأنباء السعودية إنّ القوانين المنظمة لعمل الدول أعضاء منظمة الصحة العالمية تجبر الدول على إطلاق التحذيرات وتبادل المعلومات في حال وجود مخاوف من الأوبئة، لكنها أيضا تحفظ سيادتها. وقررت السلطات السعودية إنهاء عمل البروفيسور زكي الذي عاد إلى القاهرة ليشرف على أحد أقسام جامعة عين شمس.

## اقرأ أيضاً
- فيروس كورونا الشرق الأوسط